# 이나고 (기업)
이나고(Enago)는 크림슨 인터랙티브 주식회사의 자사 브랜드이다. 미국 뉴저지주에 본사를 두고 있는 글로벌 기업이다. 이 회사는 2005년 CEO 샤라드 미탈(Sharad Mittal에 의해 설립되었으며, 연구진의 연구논문이 국제 학술지에 등재를 성공시키기 위해 연구 커뮤니케이션을 개선함으로써 연구진과 소통해 오고 있다.